# Caobangia indica
Caobangia indica är en ringmaskart som beskrevs av Jones 1974. Caobangia indica ingår i släktet Caobangia och familjen Sabellidae. Inga underarter finns listade i Catalogue of Life.